# Etrich Taube
| Etrich-Rumpler Taube  | Etrich-Rumpler Taube                              | Etrich-Rumpler Taube                              |
| Beschreibung          | Beschreibung                                      | Beschreibung                                      |
| --------------------- | ------------------------------------------------- | ------------------------------------------------- |
| Verwendung            | Schul-, Aufklärungs- und Bombenflugzeug           | Schul-, Aufklärungs- und Bombenflugzeug           |
| Besatzung             | 2                                                 | 2                                                 |
| Allgemeine Daten      |                                                   |                                                   |
| Länge                 | 33,5 ft                                           | 9,9 m                                             |
| Spannweite            | 45,83 ft                                          | 14,3 m                                            |
| Höhe                  | 10,5 ft                                           | 3,2 m                                             |
| Flügelfläche          | 280 ft²                                           | 32,5 m²                                           |
| Gewicht               |                                                   |                                                   |
| Leermasse             | 950 lb                                            | 650 kg                                            |
| max. Startmasse       | 1200 lb                                           | 850 kg                                            |
| Motor                 |                                                   |                                                   |
| Motor                 | 4-Zylinder Argus oder 6-Zylinder Mercedes Typ E4F | 4-Zylinder Argus oder 6-Zylinder Mercedes Typ E4F |
| Leistung              | 74 kW                                             | 100 PS                                            |
| Leistung              |                                                   |                                                   |
| Höchstgeschwindigkeit | 60 mph                                            | 100 km/h                                          |
| Dienstgipfelhöhe      | 10,000 ft                                         | 3000 m                                            |
| Reichweite            |                                                   | 140 km                                            |
| Bewaffnung            |                                                   |                                                   |
| Bewaffnung            | Gewehre und Pistolen                              | Gewehre und Pistolen                              |
| Bomben                | Bomben von Hand abgeworfen (2 kg)                 | Bomben von Hand abgeworfen (2 kg)                 |

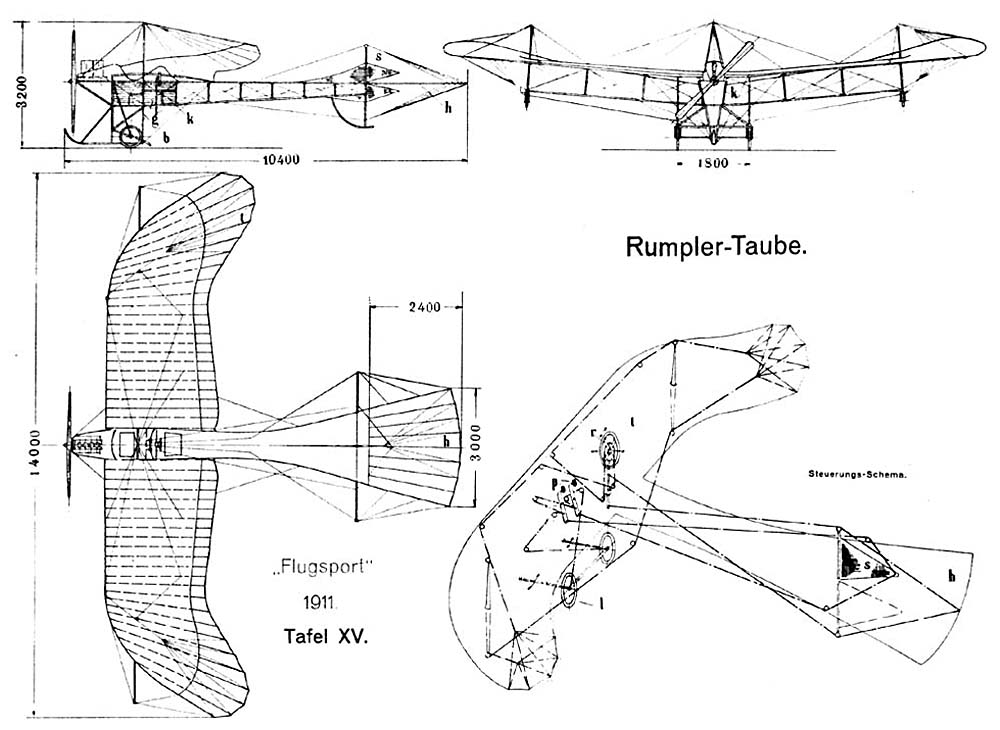
Risszeichnung der Taube

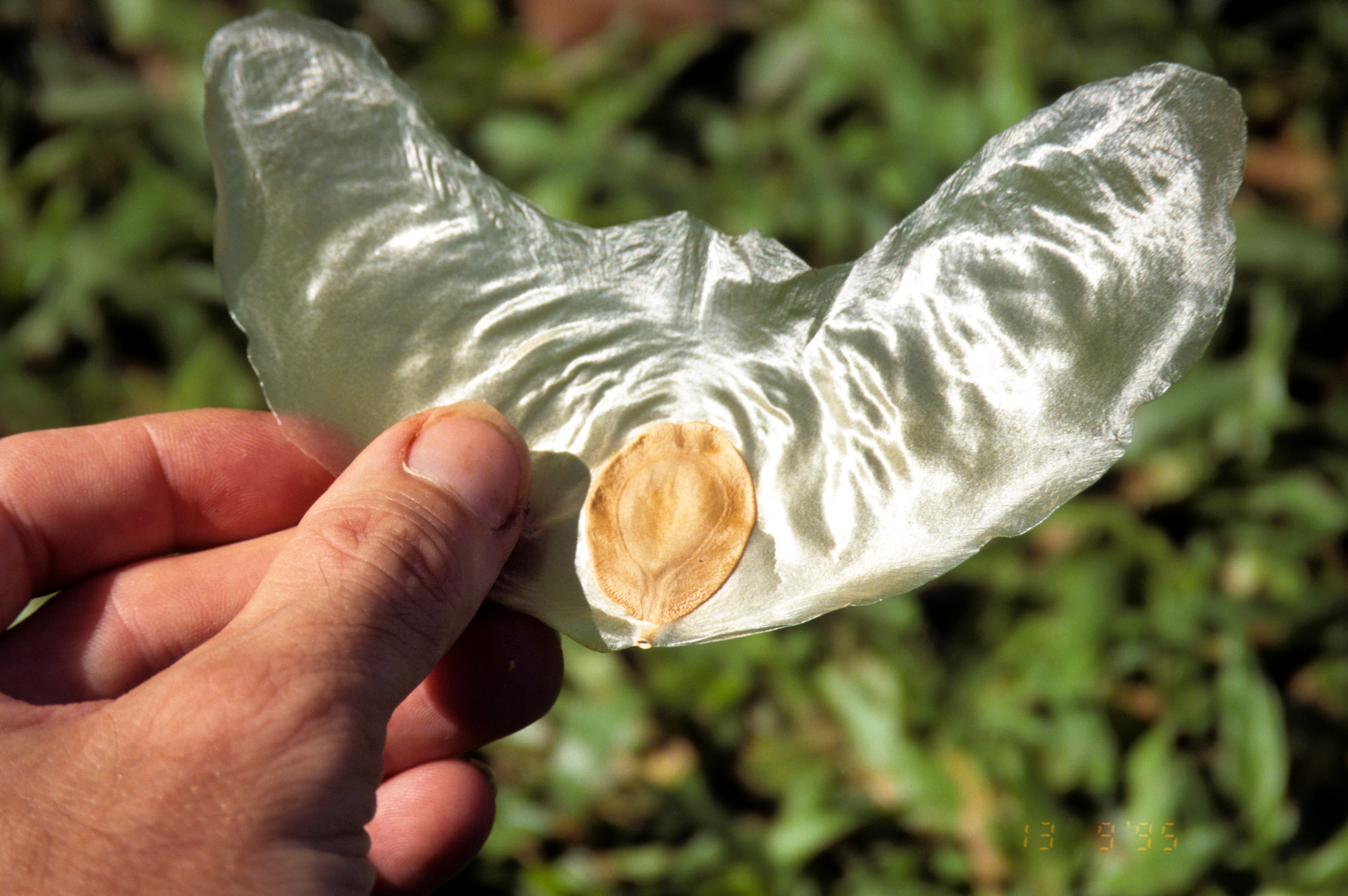
Flugsamen der Zanonia

Die Etrich Taube, in der Literatur häufig auch Etrich II Taube genannt, ist ein vom österreichischen Flugpionier Igo Etrich entwickeltes Flugzeug. Die von den Rumpler-Werken in Berlin gebauten Flugzeuge dieses Typs wurden auch unter dem Namen Rumpler-Taube vermarktet. Sie ist einer der ersten in größeren  Stückzahlen gebauten Flugzeugtypen der Welt.

## Geschichte
Nach mehrjähriger Entwicklung hatte Etrich im Jahre 1909 die Etrich I fertiggestellt. Sie war durch Umbau eines schwanz- und rumpflosen Gleiters entstanden und „flog am 29. November 1909 über die gesamte Länge des Flugfeldes in Wiener Neustadt“.
Im Winter 1909/1910 entstand dann aus der Summe seiner Erfahrungen als Neukonstruktion die Etrich II Taube, ein Motorflugzeug mit Rumpf, die ihren Erstflug am 6. April 1910 absolvierte.
Karl Illner, ein Mitarbeiter Etrichs, gewann auf einer Taube im Oktober 1910 den Preis für den ersten Flug von Wien nach Horn und zurück.
Etrich gründete in Liebau in Schlesien (heute Lubawka) am 28. Februar 1912
die Etrich-Flieger-Werke. Ernst Heinkel war hier als Konstrukteur angestellt.
Am 24. August 1913 überflog eine Taube erstmals das Riesengebirge – Etrich flog mit seinem Piloten von Liebau im Bogen über die Berge nach Ober Altstadt (heute Horní Staré Město, ein Stadtteil von Trutnov), wo er herstammte, und sogleich zurück nach Liebau.
Ab 1910 wurde das Flugzeug von den Rumpler-Werken in Deutschland unter dem Namen Rumpler-Taube in Serie gebaut. Zunächst zahlten die Rumpler-Werke Lizenzgebühren an Etrich, stellten die Zahlungen aber nach wenigen Jahren ein. Igo Etrich erwog eine Klage, die er aber wegen der zu erwartenden Länge des Verfahrens und des Ausbruchs des Ersten Weltkrieges fallen ließ. Er gab das Baumuster frei, woraufhin mehr als 40 Firmen eigene Varianten der Taube fertigten. 
Zum militärischen Einsatz während des Krieges kam es von Deutschland, Italien und Österreich-Ungarn.

## Technik
Das Flugzeug war ein Eindecker mit außenliegender Drahtverspannung und einem unter der Tragfläche verlaufenden Hilfsholm („Brücke“). Es besaß keine Querruder und keine Flügelklappen. Es war in allen drei Achsen durch Flächenverwindung steuerbar. Das Fahrwerk war lenkbar und hatte an der Mittelkufe eine Boden-Bremse.
Die Taube flog durch die auf der Form von Flugsamen der Zanonia-Rankpflanze basierende Tragflächenform äußerst eigenstabil. Eine Anweisung der Fluglehrer in Wiener Neustadt an ihre Schüler lautete, dass diese, sollten sie in schwierige Fluglagen kommen, das Steuer einfach loslassen sollen, bis die Taube wieder von selbst stabil flog. In einer Anekdote wird berichtet, dass ein Mechaniker bei Startvorbereitungen den Gashebel einer Taube unabsichtlich auf Vollgas schob und dabei aus dem Flugzeug fiel. Das Flugzeug hob ohne Pilot selbsttätig ab und landete, nachdem der Treibstoff aufgebraucht war, nach 200 km glatt auf einer Wiese.
Trotzdem galt die Maschine als schwer zu fliegen und zu landen, weil große körperliche Anstrengung für den Kurvenflug und damit für das Manövrieren notwendig war.
Die für den militärischen Einsatz ab 1912 entwickelte und gebaute Stahltaube hatte einen aus Stahlrohren gefertigten Rumpf. Diese Version war die einzige, die den 1913 eingeführten Belastungsproben für Militärflugzeuge standhielt.

## Konstruktion
Der Rumpf war in Holzbauweise mit Stoffbespannung ausgeführt.
Das Flugzeug war ein verspannter Schulterdecker. Die Verspannung erfolgte über Spanntürme, die oberhalb und unterhalb der Tragfläche angebracht waren. Die Tragflächen waren stoffbespannte Bambusrahmen. Die Quersteuerung erfolgte durch Verwinden der Tragflügelenden.
Das Leitwerk bestand ebenfalls aus Bambus mit Stoffbespannung.
Das Flugzeug besaß ein starres Fahrwerk mit durchgehender Achse und einen Hecksporn. Die Räder waren abgefedert.

## Verwendung
Die Etrich Taube, auch als Etrich Monoplan bezeichnet, war auf vielen Flugschauen und Schauflügen ihrer Zeit zu sehen.
Wegen ihrer stabilen Flugeigenschaften war die Taube ein Übungsflugzeug und wurde privat genutzt.
Die Taube war als Aufklärer gut geeignet – die Flügel waren weitgehend transparent, sodass die Flugzeuge über 400 m Höhe nur schwer vom Boden aus sichtbar waren. Die Franzosen nannten das Flugzeugmodell das „unsichtbare Flugzeug“.
Am 1. November 1911 fand in Libyen der erste militärische Einsatz einer italienischen Taube statt, bei dem eine Pistole und 2-kg-Bomben benutzt wurden. Die Bomben wurden durch den Piloten Giulio Gavotti per Hand abgeworfen. Am Anfang des Ersten Weltkrieges wurde die Taube ebenfalls eingesetzt. Während der Schlacht bei Tannenberg klärten Piloten mit Hilfe von Tauben die Lage der russischen Armee auf. 1914 wurde sie auch genutzt, um Bomben und Propaganda-Material über Paris abzuwerfen.
Am 9. Juli 1914 stellte der 23-jährige Rumpler-Werkspilot Guido Linnekogel einen neuen Höhenweltrekord für Flugzeuge auf. Er erreichte mit seiner Taube eine Höhe von 6570 m.
Am 25. August 1914 wurde eine Taube von einer britischen Maschine zur Landung gezwungen. Dies stellte den ersten Luftsieg des Royal Flying Corps dar.
Da die Taube langsam und schlecht zu wenden war, und der Flugzeugbau rasant voranschritt, wurde sie sechs Monate nach Beginn des Ersten Weltkrieges von der Front abgezogen und diente nur noch als Ausbildungsflugzeug.
Berühmt wurde Gunther Plüschow 1914 mit einer Taube in der deutschen Kolonie Kiautschou in China. Über zwei Monate flog er Aufklärungsflüge während der Belagerung von Tsingtau über der Stadt, bis die Japaner die Stadt im November 1914 einnahmen. Man nannte ihn „Das Auge von Tsingtau“. Mit der Maschine floh er nach China und erreichte nach neunmonatiger abenteuerlicher Flucht 1915 wieder Deutschland.

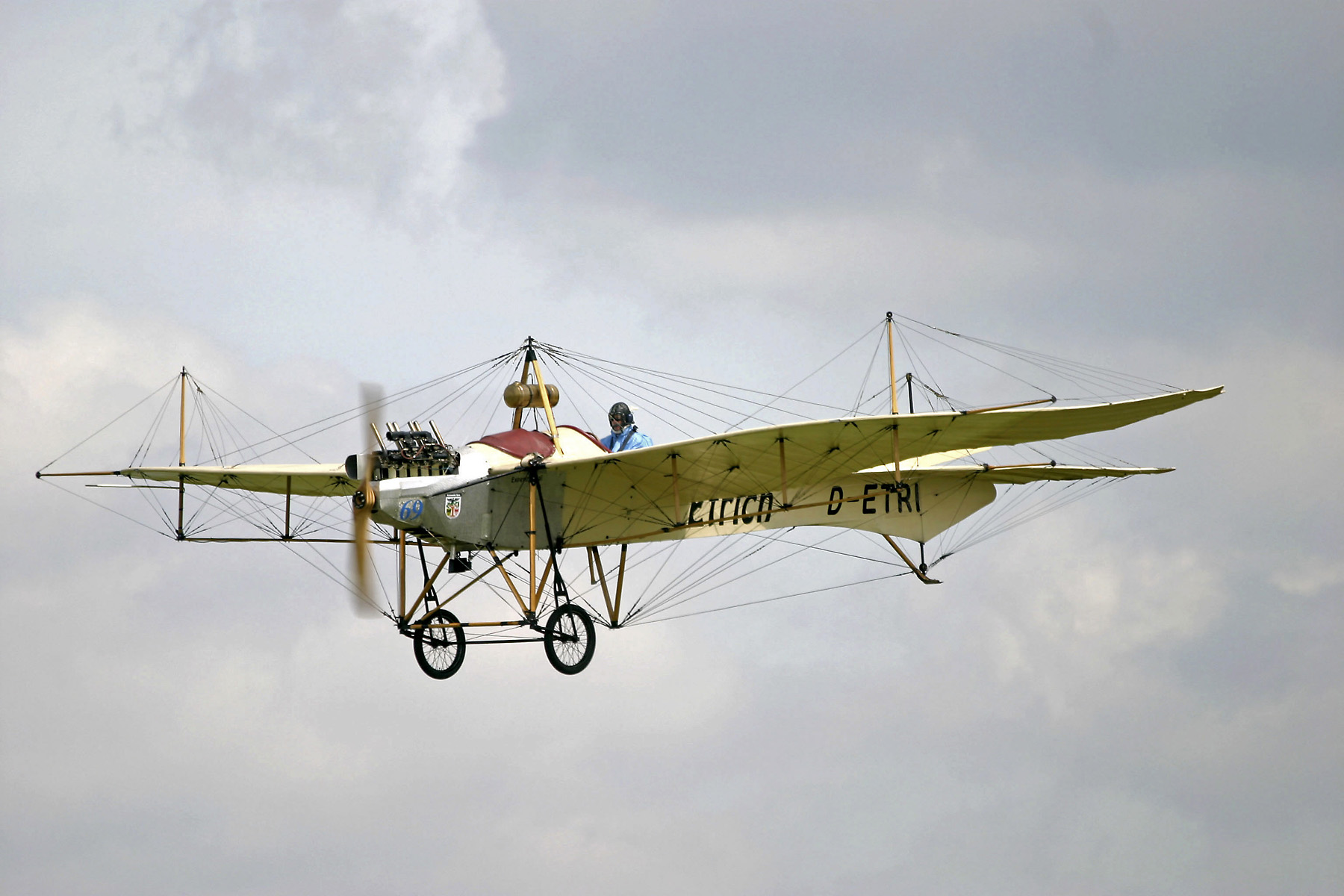
Etrich Taube auf der ILA 2004

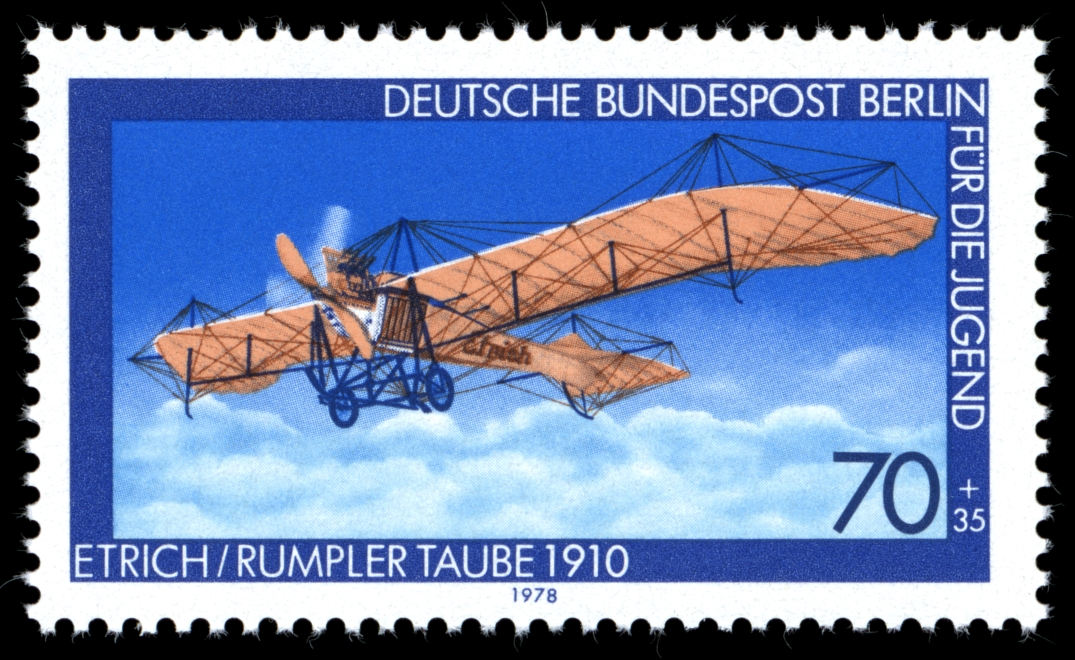
Briefmarke 1978

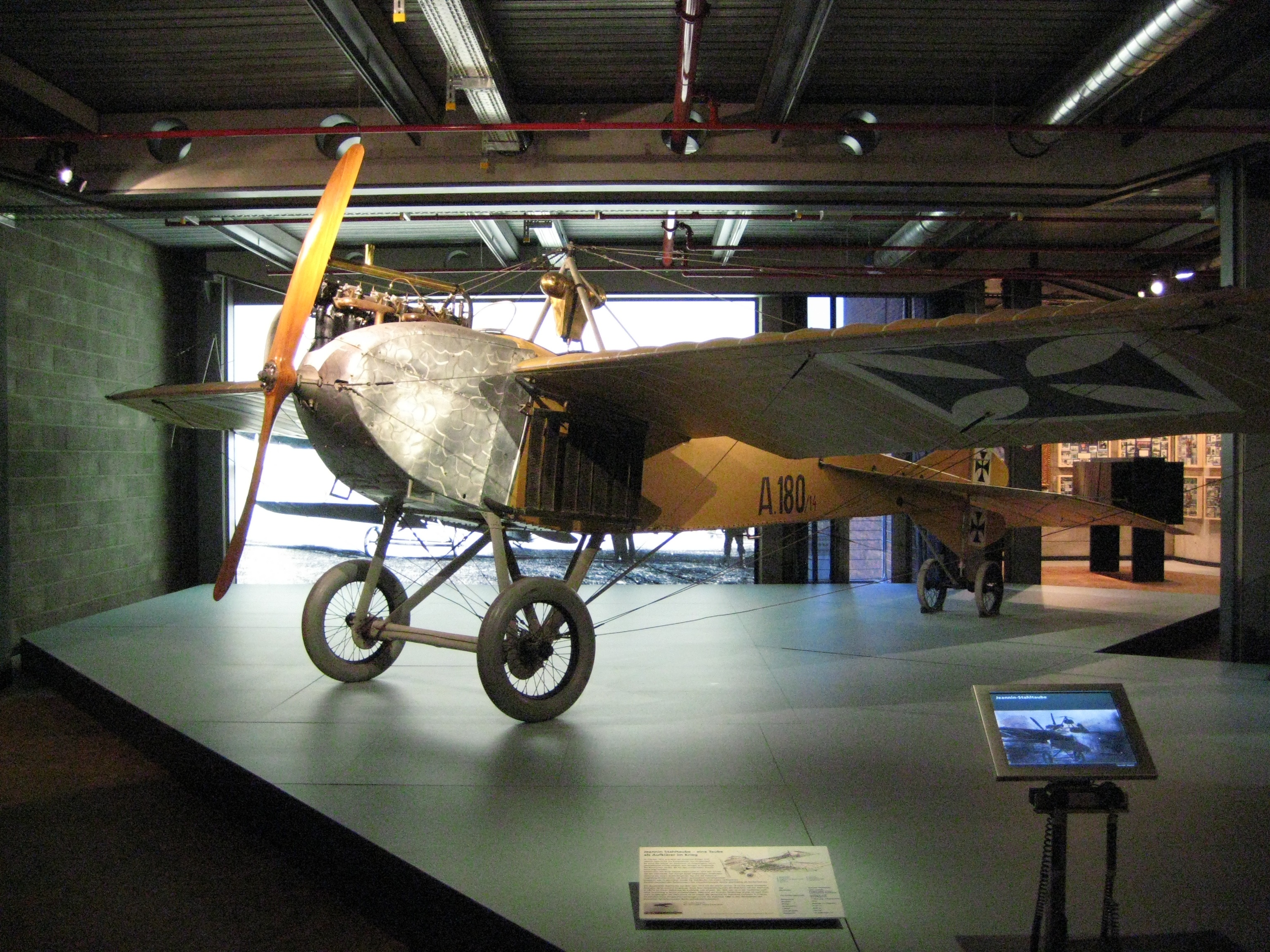
Jeannin Stahltaube im Technikmuseum Berlin

## Produktion
Da das Baumuster ohne Abgabe von Lizenzgebühren nachgebaut werden konnte, fertigten mehr als 40 Unternehmen diesen Typ, die ihn im Lauf der Zeit mehr oder weniger veränderten. Die Konstruktionsänderungen betrafen alle Komponenten der Maschine: Die Motorisierung, den Rahmen (die Stahltaube hatte einen Stahlrahmen), die Tragfläche und die Steuerung, die statt Verwindungsmechanismen durch „normale“ Ruder realisiert wurde.
Alphabetische, unvollständige Liste:
| (Sortierung frei wählbar) \| Hersteller \| Stückzahl \| Anmerkungen \| \| -------------------------------------------------------------------------------------- \| --------- \| --------------------------------- \| \| Rumpler-Flugzeugwerke, Johannisthal bei Berlin \| 200 \| \| \| Emile Jeannin \| 37 \| Jeannin Stahltaube 1913/1914 \| \| Wiener Aeroplan und Carrosseriewerke Jacob Lohner & Co. (Lohnerwerke), Wien-Donaustadt \| 36 \| \| \| Gothaer Waggonfabrik, Gotha \| 10 \| LE.1, LE.2, LE.3 (Land Eindecker) \| \| Igo Etrich, Wiener Neustadt \| ? \| \| \| Deutsche Flugzeug-Werke, Lindenthal bei Leipzig \| ? \| \| \| Halberstädter Flugzeugwerke, Halberstadt \| ? \| Halberstadt Taube III \| \| Hannoversche Flugzeugwerke, Hannover (Vahrenwalder Heide) \| > 3 \| Jatho Stahltaube \| |           |                                   |
| Hersteller | Stückzahl | Anmerkungen                       |
| Rumpler-Flugzeugwerke, Johannisthal bei Berlin | 200       |                                   |
| Emile Jeannin | 37        | Jeannin Stahltaube 1913/1914      |
| Wiener Aeroplan und Carrosseriewerke Jacob Lohner & Co. (Lohnerwerke), Wien-Donaustadt | 36        |                                   |
| Gothaer Waggonfabrik, Gotha | 10        | LE.1, LE.2, LE.3 (Land Eindecker) |
| Igo Etrich, Wiener Neustadt | ?         |                                   |
| Deutsche Flugzeug-Werke, Lindenthal bei Leipzig | ?         |                                   |
| Halberstädter Flugzeugwerke, Halberstadt | ?         | Halberstadt Taube III             |
| Hannoversche Flugzeugwerke, Hannover (Vahrenwalder Heide) | > 3       | Jatho Stahltaube                  |

## Technische Daten
| Kenngröße                   | Etrich A.II            | Jeannin A               | LFG A                   | DFW A               | Germania A.I | Gotha A.I            | Gotha A.II           |
| --------------------------- | ---------------------- | ----------------------- | ----------------------- | ------------------- | ------------ | -------------------- | -------------------- |
| Erstflug                    | 1914                   | 1913                    | 1913                    | 1913                | 1914         | 1914                 | 1914                 |
| geliefert                   | 2                      | 26                      | 1                       |                     |              | 26                   | 1                    |
| Besatzung                   | 2                      | 2                       | 2                       | 2                   | 2            | 2                    | 2                    |
| Länge                       | 9,85 m                 | 9,69 m                  | 9,69 m                  | 11,50 m             | 10,20 m      | 10,00 m              | 8,50 m               |
| Spannweite                  | 14,35 m                | 13,87 m                 | 13,87 m                 | 14,00 m             | 14,00 m      | 14,50 m              | 14,00 m              |
| Höhe                        | 3,15 m                 | 2,97 m                  | 2,97 m                  |                     | 3,20 m       | 3,15 m               | 2,80 m               |
| Flügelfläche                | 28,00 m²               | 36,00 m²                | 36,00 m²                | 30,00 m²            | 30,00 m²     | 33,50 m²             | 28,00 m²             |
| Flügelstreckung             | 7,4                    | 5,3                     | 5,3                     | 6,5                 | 6,5          | 6,3                  | 7,0                  |
| Leermasse                   | 565 kg                 | 600 kg                  | 600 kg                  | 600 kg              | 690 kg       |                      |                      |
| Startmasse                  | 950 kg                 | 850 kg                  | 850 kg                  | 860 kg              | 1062 kg      |                      |                      |
| wassergekühlter Reihenmotor | Austro-Daimler, 120 PS | Opel Argus As.I, 100 PS | Opel Argus As.I, 100 PS | Mercedes G4F, 95 PS |              | Mercedes D.I, 105 PS | Mercedes D.I, 105 PS |
| Höchstgeschwindigkeit       | 115 km/h               | 115 km/h                | 115 km/h                | 109 km/h            | 96 km/h      | 120 km/h             |                      |
| Steigzeit auf 800 m         |                        |                         |                         |                     |              | 12 min               |                      |
| Gipfelhöhe                  | 3000 m                 |                         |                         |                     |              |                      |                      |
| Reichweite                  | 300 km                 | 300 km                  | 300 km                  | 380 km              | 385 km       | 600 km               |                      |
| Flugdauer                   | 4 h                    |                         |                         |                     |              |                      |                      |

## Erhaltene Flugzeuge
- Technisches Museum Wien Etrich II, das Original.
- Deutsches Technikmuseum Berlin, Typ Jeannin Stahltaube
- Flugmuseum Aviaticum Wiener Neustadt, Typ F (OE-CET) Nachbau
- Militärhistorisches Museum der Bundeswehr Flugplatz Berlin-Gatow, Typ EFW
- Chaplin Fighter Museum, Mesa, Arizona, USA, Typ NM
- Forsvarets Flysamling (Flugzeugsammlung der norwegischen Streitkräfte) Oslo-Gardermoen, Rumpler-Taube „Kamel“ (Wassertaube)[13][14]
- Transport Museum, Owls Head, USA, Typ D 2
- Museum Omaka, Neuseeland, Typ NM (die Taube aus Fürstenwalde D-ETRI)
- Deutsches Museum, München, Etrich-Rumpler Nr. 19
- Naturhistorisches Museum Wien, Typ Etrich-Zanonia (Modell)
- Sofitel Budapest (in der Hotelhalle)